# Bengt Olof Engström
Bengt Olof Engström, född 25 maj 1926 i Umeå, är en svensk musikadministratör och musikpedagog.
Engström studerade vid Kungliga Musikhögskolan 1945–1952, var organist och musiklärare i Iggesund 1952–1955 och musiklärare vid kommunala flickskolan i Uppsala 1955–1958. Han var musikkonsulent på Stockholms skoldirektion 1958–1961 och intendent vid Norrköpings orkesterförening 1961–1964. Engström var musikkonsulent på Skolöverstyrelsen 1964–1969, lektor vid lärarhögskolan i Umeå 1969–1973 och VD och konserthuschef i Stockholms konserthusstiftelse 1976–1986. Engström invaldes som ledamot nr 808 av Kungliga Musikaliska Akademien den 24 februari 1977 och var dess vice preses 1992–1994.
Bengt Olof Engström har givit ut en stor mängd läromedel för musikundervisning, bland annat den mycket använda Vi gör musik. Han disputerade efter sin pensionering på avhandlingen Ny sång i fädernas kyrka, där han undersöker användningen av Den svenska psalmboken 1986 i Svenska kyrkan.

## Priser och utmärkelser
- 1977 – Ledamot nr 808 av Kungliga Musikaliska Akademien
- 1996 – Medaljen för tonkonstens främjande